# Russell T Davies
Russell T Davies, pseudonimo di Stephen Russell Davies (Swansea, 27 aprile 1963), è uno sceneggiatore e produttore televisivo britannico.

## Biografia
Davies è principalmente noto per essere il principale artefice, nonché sceneggiatore di numerosi episodi, del rinnovamento della serie TV Doctor Who. Inoltre ha ideato e cosceneggiato le serie televisive Revelations, Queer as Folk, Torchwood e Le avventure di Sarah Jane.

## Filmografia

### Sceneggiatore
- On the Waterfront – serie TV, 24 episodi (1988-1989)
- Dark Season – serie TV, 6 episodi (1991)
- Century Falls – serie TV, 6 episodi (1993)
- Cluedo – serie TV, 1 episodio (1993)
- Children's Ward – serie TV, 5 episodi (1993-1995)
- The House of Windsor – serie TV, 1 episodio (1994)
- Revelations – serie TV, 4 episodi (1994-1995)
- Touching Evil – serie TV, 1 episodio (1997)
- The Grand – serie TV, 15 episodi (1997-1998)
- Queer as Folk – serie TV, 10 episodi (1999-2000)
- Bob & Rose – serie TV, 6 episodi (2001)
- Linda Green – serie TV, 1 episodio (2001)
- The Second Coming, regia di Adrian Shergold – miniserie TV (2003)
- Mine All Mine – serie TV, 5 episodi (2004)
- Casanova, regia di Sheree Folkson – miniserie TV (2005)
- Doctor Who – serie TV, 31 episodi (2005-2010; 2023-)
- Torchwood – serie TV, 6 episodi (2006-2011)
- Le avventure di Sarah Jane (The Sarah Jane Adventures) – serie TV, 3 episodi (2007-2010)
- Cucumber – serie TV, 8 episodi (2015)
- Banana – serie TV, 3 episodi (2015)
- A Very English Scandal, regia di Stephen Frears – miniserie TV (2018)
- Years and Years – miniserie TV, 6 puntate (2019)
- It's a Sin – miniserie TV (2021)

### Ideazione di serie televisive
- Queer as Folk (1999-2000)
- Torchwood (2006-2011)
- Le avventure di Sarah Jane (The Sarah Jane Adventures) (2007-2010)
- Maghi contro alieni (Wizards vs Aliens - con Phil Ford) (2012)
- Cucumber (2015)
- Banana (2015)
- Tofu – webserie (2015)
- Years and Years – miniserie TV (2019)
- It's a Sin – miniserie TV (2021)